# Žijeme tak jako kdysi?
Žijeme tak jako kdysi? (korejsky: 그때처럼 우리가 살고있는가, do angličtiny překládané jako Are we still living like in those days?/ Are we living like back then?) je severokorejská píseň složená v roce 1990 Elektronickým souborem Počonbo. V roce 2016 ji také přezpívala ženská kapela Moranbong.
Píseň se ve vzpomínkách vrací do minulosti, konkrétně do období korejské války. V textu, doprovázeném nostalgickou melodií, se odráží zážitky vojáka, který se ohlíží za svým mládím prostřednictvím fotoalba, v němž vidí své staré spolubojovníky z války a cítí stesk po té době. Opakovaná otázka „Žijeme tak jako kdysi?“ v refrénu naznačuje, že se zpěvák ptá, zda odhodlání a vášeň, které kdysi vojáci měli, stále existují i v jejich současném životě.
Odvahu a obětavost během války, které mladíci v tomto náročném období denně projevovali, lze rozpoznat například ze zmínky o prolévání krve za řekou Raktong. Text také vyjadřuje pocit kamarádství a jednoty mezi spolubojovníky. Zpěvák vzpomíná na revoluční písně, které vojsko zpívalo, a na společné zážitky, díky kterým se chlapci sblížili. Navzdory vychvalování lidské houževnatost a neochvějné oddanosti své věci však část textu také zdůrazňuje obtížné podmínky, jimž vojáci čelili.
Na závěr písně se posluchač dozvídá, že ačkoliv čas pokročil a vzhled dotyčných hrdinů se změnil, mladistvý duch a oddanost Straně přetrvávají. Silné ideologické spojení a neochvějná věrnost jejich politickému přesvědčen zůstává, takže se muži i po tolika letech stále hlásí k hodnotám a zásadám, které jim byly v mládí cenné.